# Rybník Motovidlo
Rybník Motovidlo je přírodní památka jižně od Čejkovic v okrese České Budějovice v Jihočeském kraji. Tvoří ji rybník s přilehlými břehy. V rybníku roste kriticky ohrožený plavín štítnatý a zároveň se v něm vyskytuje řada ohrožených obojživelníků.

## Historie
Chráněné území vyhlásil Krajský úřad Jihočeského kraje v kategorii přírodní památka s účinností od 24. prosince 2022. V roce 2009 bylo území vyhlášeno jako evropsky významná lokalita Rybník Motovidlo s rozlohou 11,59 hektaru.

## Přírodní poměry
Přírodní památka s rozlohou 11,6 hektaru leží v nadmořské výšce 389–390 metrů v katastrálním území Čejkovice u Hluboké nad Vltavou. Nachází se v Českobudějovické pánvi, asi 1,5 kilometru jižně od Čejkovic. Rybník je součástí ptačí oblasti Českobudějovické rybníky.

### Abiotické poměry

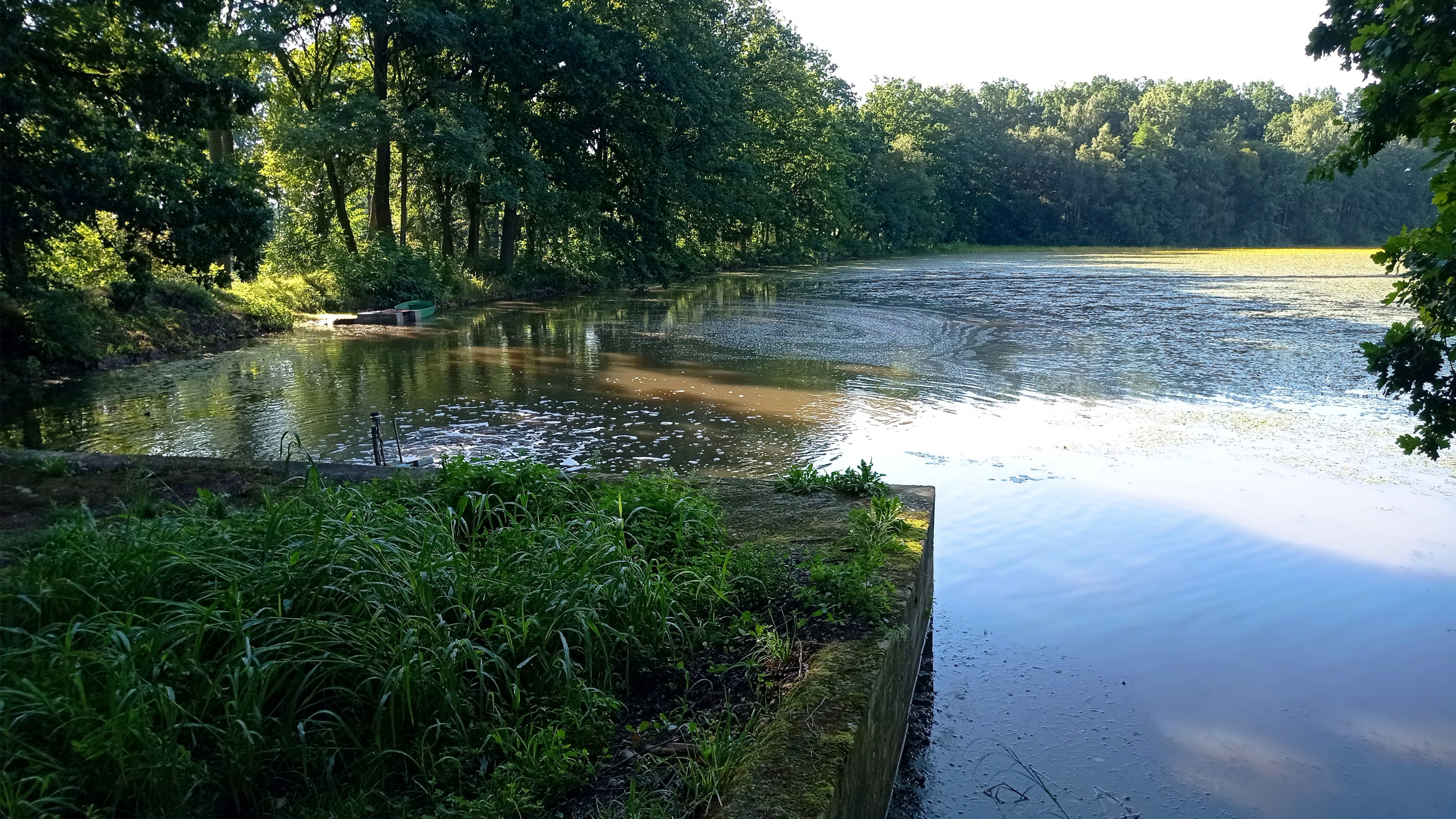
Pohled k hrázi

Geologické podloží tvoří svrchnokřídové sedimenty, v nichž převažují kaolinické pískovce, slepence, jílovce a prachovce. Tyto horniny jsou převrstvené pleistocenními sprašovými hlínami a holocenními fluviálními sedimenty a usazeninami vodních nádrží. V geomorfologickém členění Česka přírodní památka leží v Českobudějovické pánvi, konkrétně v jejím podcelku Blatská pánev a okrsku Zlivská pánev. Okrsek tvoří dno tektonicky podmíněné sníženiny s erozně denudačním povrchem. Výraznými tvary reliéfu jsou antropogenní hráze rybníků. Převažujícím půdním typem v okolí je pseudoglej primární, ale v samotném chráněném území se vyvinul glej typický.

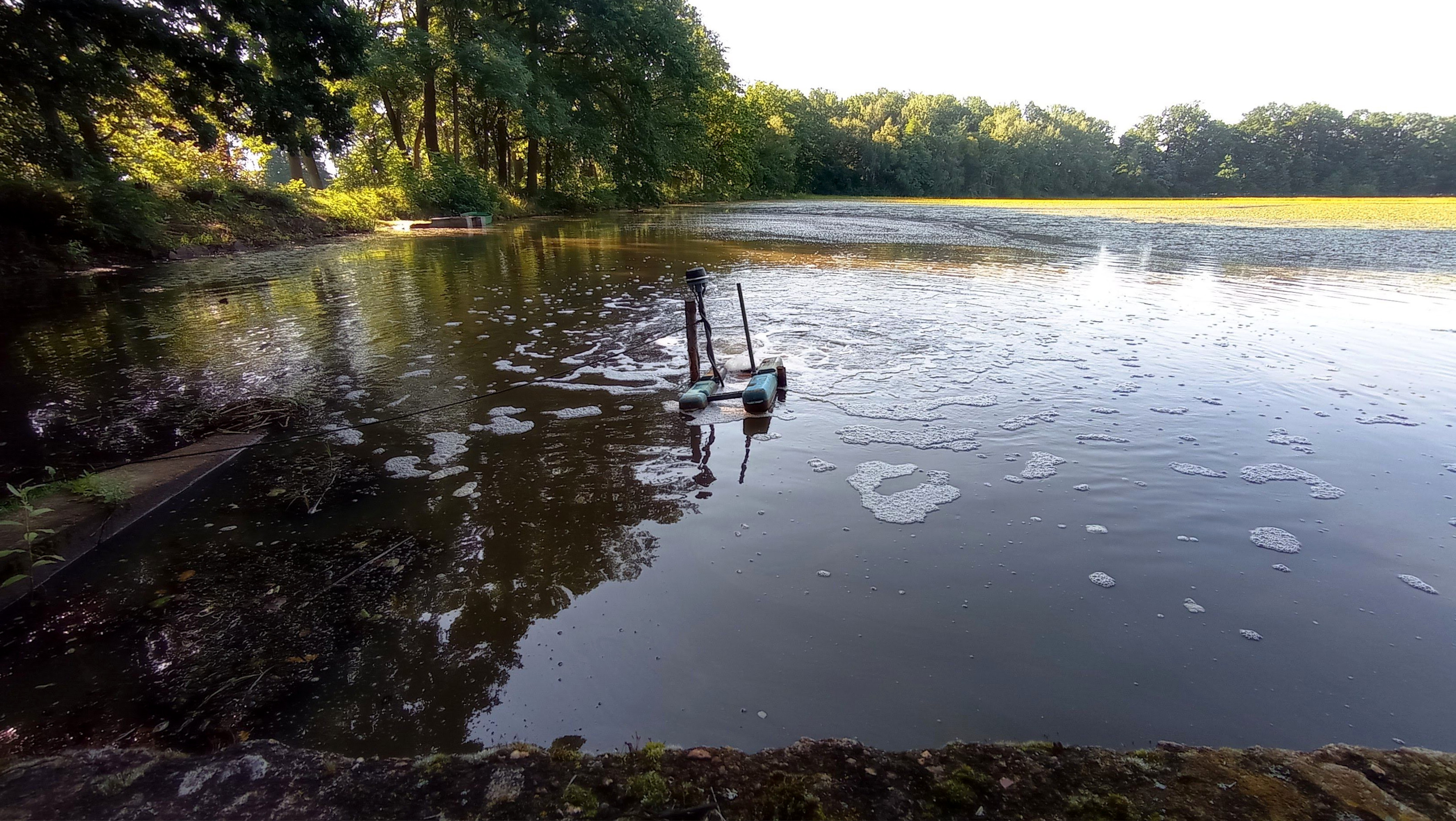
Okysličování vody v létě

Rybník Motovidlo je součástí složité rybniční soustavy s více než dvaceti rybníky. Jeho rozloha měří 11,58 hektaru, ale využitelná vodní plocha zaujímá jen 6,13 hektaru a litorální pásmo měří 1,4 hektaru. Maximální hloubka rybníka dosahuje 2,5 metru, ale průměrná se pohybuje okolo půl metru. Na rybníku hospodaří Rybářství Třeboň Hld., které jej využívá k chovu kapra.
V rámci Quittovy klasifikace podnebí se přírodní památka nachází v mírně teplé oblasti MT11, pro niž jsou typické průměrné teploty −2 až −3 °C v lednu a 16–17 °C v červenci. Roční úhrn srážek dosahuje 600–750 milimetrů, počet letních dnů je čtyřicet až padesát, počet mrazových dnů se pohybuje mezi 110 a 130 a sněhová pokrývka zde leží průměrně padesát až šedesát dnů v roce.

### Flóra
Předmětem ochrany v přírodní památce je společenstvo stojatých vod s plavínem štítnatým (Nymphoides peltata). Kriticky ohrožený druh rostliny v roce 2019 pokrýval 2 % vodní plochy, zatímco o rok dříve přibližně 70 %. Cílem ochranářských opatření je tedy zabránit dalšímu poklesu a podpořit růst populace, byť není znám přesný důvod, proč k úbytku došlo.
Z dalších rostlin zapsaných na Červených seznamech ohrožených druhů v rybníku a jeho okolí roste především okřehek trojbrázdý (Lemna trisulca) a ojediněle také ostřice šáchorovitá (Carex bohemica), ostřice nedošáchor (Carex pseudocyperus), bublinatka jižní (Utricularia australis) a rozrazil štítkovitý (Veronica scutellata).

### Fauna

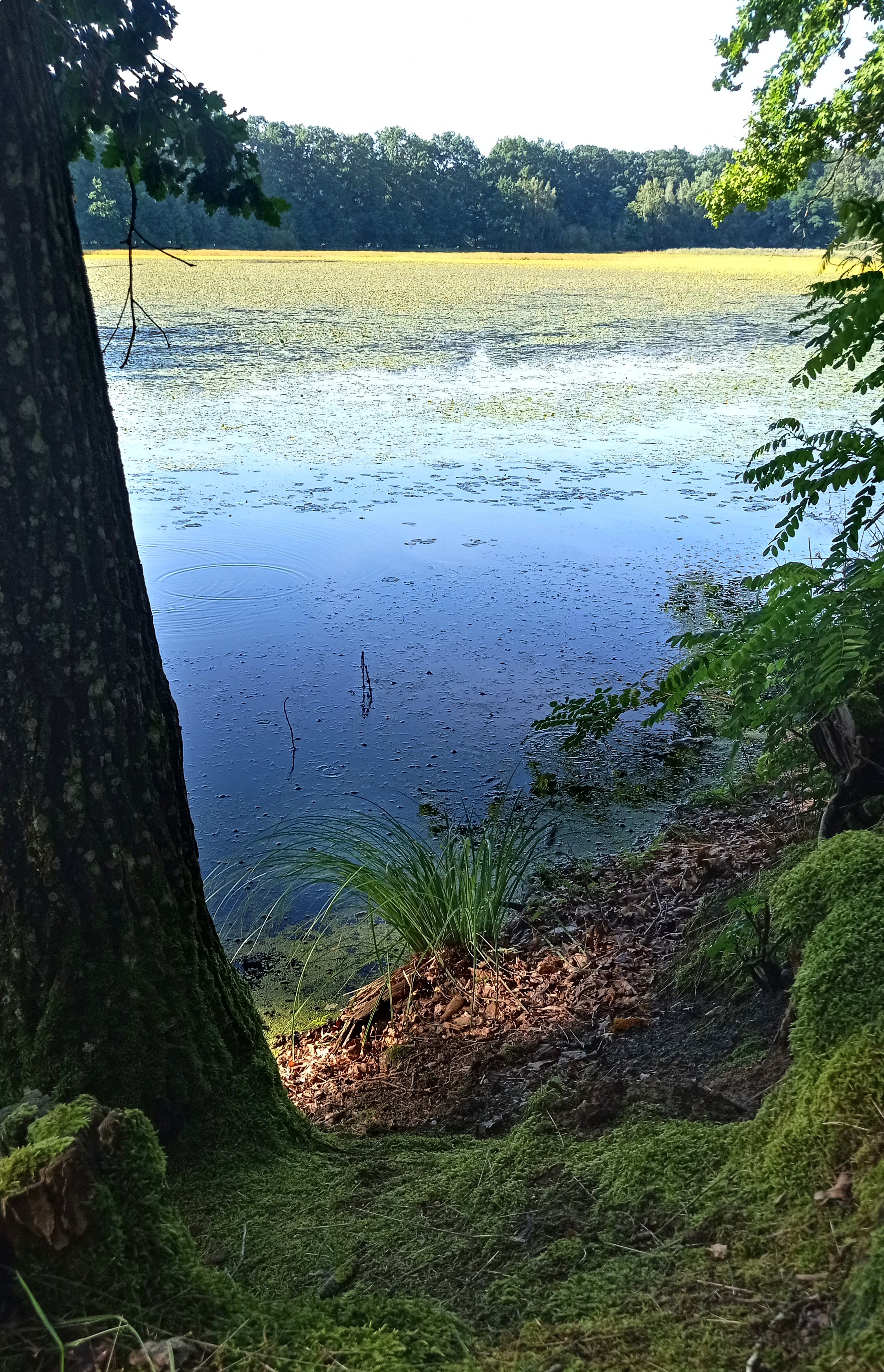
Severovýchodní část

Rybník a jeho bezprostřední okolí tvoří vhodné životní prostředí pro obojživelníky. Na lokalitě byl prokázán výskyt druhů, které byly následně zahrnuty do předmětu ochrany území. Byli to čolek obecný (Lissotriton vulgaris), ropucha obecná (Bufo bufo), ropucha zelená (Bufotes viridis), skokan krátkonohý (Pelophylax lessonae), skokan zelený (Pelophylax esculentus), skokan štíhlý (Rana dalmatina), rosnička zelená (Hyla arborea) a kuňka obecná (Bombina bombina).